# Afzéline
L'afzéline est un composé organique de la famille des flavonols, un sous-groupe de flavonoïdes. C'est plus précisément un hétéroside de flavonol, le 3-O-rhamnoside du kaempférol. Elle est notamment présente dans la nymphée odorante (Nymphaea odorata).